# Roberto González (wielrenner)
Roberto Carlos González Castillero (21 mei 1994) is een Panamees wielrenner.

## Carrière
In 2020 en 2021 was González prof bij Vini Zabù. In die periode nam hij deel aan onder meer Milaan-Sanremo en de E3 Saxo Bank Classic. Na twee seizoenen op continentaal niveau keerde González in 2024 bij Team Corratec-Vini Fantini terug als prof. Dat jaar nam hij voor het eerst deel aan het wereldkampioenschap, waar hij de wegwedstrijd niet uitreed. Een jaar later werd hij voor de eerste maal in zijn carrière nationaal kampioen op de weg bij de eliterenners.

## Palmares

### Overwinningen
2020
2e en 3e etappe Ronde van Guatemala
2025
 Panamees kampioen op de weg, Elite

### Resultaten in voornaamste wedstrijden
| Jaar | Milaan-San Remo |  | WK op de weg |
| ---- | --------------- |  | ------------ |
| 2020 | 96e             |  |              |
| 2024 |                 |  | opgave       |
| 2025 | 102e            |  |              |

## Ploegen
- 2017 –  Bicicletas Strongman (vanaf 16 maart)
- 2019 –  Neri Sottoli-Selle Italia-KTM (vanaf 1 maart)
- 2020 –  Vini Zabù-KTM
- 2021 –  Vini Zabù
- 2022 –  Java Kiwi Atlántico (vanaf 11 februari)
- 2023 –  MG.K Vis-Colors for Peace (vanaf 1 april)
- 2024 –  Team Corratec-Vini Fantini (vanaf 31 maart)
- 2025 –  Team Solution Tech-Vini Fantini

Acosta · Angarita · Ariza · Becerra · Caicedo · Cala · Calderón · Castro · Gómez · González · Mendoza · Millán · Muñoz · Rozo · Sánchez · Sastoque · Tamayo
Bartolozzi · Bertazzo · M. Bevilacqua · S. Bevilacqua · De Bonis · Di Renzo · Frapporti · González · Gradek · Iacchi · Mareczko · Orrico · Pearson · Petelin · Schneiter · Stacchiotti · Stojnić · Tortomasi · van Elzakker · van Empel · Zardini · Ferri (stagiair) · Masotto (stagiair) · Tosin (stagiair)
Amella · Baldaccini · Balmer (vanaf 14/5) · Bonifazio · Conti · Darbellay · Debons · González (vanaf 31/3) · Iacchi · Mareczko · Masotto · Monaco · Murgano · Olivero · Padoen · Ponomar · Samudio (vanaf 1/8) · Quartucci · Sbaragli · Stewart · Stöckli · Tsarenko · van Empel · Viviani · Zambelli · Bögli (stagiair) · Parravano (stagiair) · Tissières (stagiair)